# Casal de Barcelona
El casal de Barcelona fou el principal llinatge nobiliari de la Corona catalano-aragonesa. El seu origen es remunta al segle ix als comtats carolingis més meridionals de la Marca Gòtica, quan a finals del segle ix el comte Guifré I de Barcelona el Pilós va aconseguir traspassar els seus drets feudals a llur descendència. Durant els segles següents, i fins al 1410, els principals hereus masculins d'aquesta família regiren el principat de Catalunya, el Regne de Mallorca, el Regne de València i la resta d'estats medievals que integraven la Corona d'Aragó en algun moment o altre.

## Precedents carolingis
Abans que aquesta família regís sobiranament el comtat de Barcelona i el traspassés hereditàriament, hi va haver altres comtes que durant el segle ix van governar-lo com a delegats formals dels reis francs (carolingis); els quals, teòricament, nomenaven i destituïen els comtes del seu regne, ja que en aquesta època un comtat no era un territori heretat de pares a fills sinó un càrrec imperial. De fet el fundador del casal de Barcelona, Sunifred I, només va ser comte durant quatre anys. Segons les investigacions de Ramon d'Abadal, era el fill del comte Bel·ló, un noble got del Conflent que antigament havia exercit de comte a Carcassona. Sunifred ja era el comte d'Urgell-Cerdanya des del 834 (nomenat pel rei Lluís el Pietós), quan el 844 va rebre la confiança del nou rei Carles el Calb per encarregar-se també de Barcelona, Girona i Narbona, així com d'amplis territoris adjacents. Sunifred era un comte lleial a la monarquia carolíngia i per això fou triat per substituir el comte anterior, Bernat de Septimània, que després d'anys de rebel·lió fou finalment capturat i executat. Però aquest reforçament del poder central carolingi va durar molt poc, ja que durant la segona meitat del segle ix es van reproduir les revoltes nobiliàries per tot Aquitània i la Marca Gòtica. Sunifred va morir el 848, probablement assassinat per nobles francs revoltats, cosa que permeté a Guillem de Septimània (fill de l'anterior titular) de poder usurpar els comtats de Barcelona, Girona, Rosselló i Empúries, fins que va morir a Barcelona el 850. El va succeir un enemic seu, el comte Aleran, que tot i que va rebre aquests quatre comtats legítimament de mans del rei Carles el Calb, sembla que no s'hi mantingué fidel.
La resta de comtes que regiren Barcelona també foren de fidelitat dubtosa, fins que el rebel Bernat de Gòtia va ser deposat pel rei Lluís el Tartamut, que va tornar a nomenar un comte got que li fos fidel i no s'immiscuís en les lluites palatines entre francs: Guifré I el Pilós, que era el fill gran del desaparegut comte Sunifred. Precisament a partir de Guifré, el títol de comte de Barcelona va passar a ser hereditari, i així llurs descendents masculins el van succeir contínuament durant cinc segles: genealogia coneguda com a casal de Barcelona.

## El llinatge

### Dinastia comtal (878-1137)

Reconstrucció de les armes comtals de Ramon Berenguer IV segons els segells emesos durant el seu govern.

Durant el segle x els successors de Guifré el Pilós van reafirmar el seu poder ajudant-se de la noblesa i l'Església. Precisament un dels objectius va ser el de separar les diòcesis catalanes de la obediència a l'arquebisbe de Narbona. Per aconseguir-ho es van fer diversos viatges a Roma on es va sol·licitar al Papa la independència religiosa, que es va aconseguir després del viatge conjunt del comte Borrell II i el bisbe Ató de Vic el 970. Però l'èxit fou temporal, ja que aquest darrer fou assassinat l'any següent. L'altra tasca permanent dels comtes va ser defensar el comtat de les diverses ràtzies sarraïnes: la més catastròfica fou la ràtzia de 985 liderada pel camarlenc califal Al-Mansur, que va aconseguir entrar a la ciutat. Aquest fet tingué una conseqüència política molt rellevant: Borrell II no va renovar el vassallatge al rei franc, ja que aquest no havia enviat ajuda, amb la qual cosa el comtat de Barcelona va esdevenir una entitat política sobirana. No obstant això, els documents de l'època se seguiren datant segons els regnats dels reis francs durant uns quants segles més.
El segle xi el califat de Còrdova es va desmembrar en diversos regnes de taifes, fet que a la llarga va beneficiar a la dinastia comtal. Ramon Borrell obtingué un gran botí gràcies a l'expedició que va liderar per intervenir a la guerra civil andalusina. A més a més es va poblar i fortificar el Penedès que va passar a ser la frontera que protegia el comtat de Barcelona-Girona-Osona. Ramon Berenguer I va haver de superar diversos reptes: la crisi iniciada pel testament del seu pare Berenguer Ramon I, la revolta nobiliària de Mir Geribert contra el poder comtal, la rivalitat amb la seva àvia Ermessenda de Carcassona, i fins i tot un intent de cop d'estat a Barcelona. Però un cop consolidat, va impulsar l'expansió del comtat conquerint bona part de les Terres de Ponent i el Camp de Tarragona; va exigir pàries de les taifes de Tortosa, Lleida i Saragossa; va comprar els comtats de Carcassona i Rasès; i finalment va aconseguir que diverses cases comtals d'origen carolingi, com la seva, li juressin vassallatge: Urgell, Besalú, Cerdanya i Empúries. La dinastia visqué una altra crisi important amb la generació següent, quan Ramon Berenguer II el Cap d'Estopes fou assassinat, probablement, a instigació del seu propi germà, el també comte amb qui compartia el poder Berenguer Ramon II el Fratricida. En aquest període el comtat va perdre la influència guanyada anteriorment: el Cid Campeador va aconseguir el govern de les taifes de València i de Saragossa i va apropiar-se per a ell totes les paries de les taifes mediterrànies; mentrestant es van perdre els comtats de Carcassona i de Rasès. Malgrat tot, sobre el terreny se seguia repoblant la plana tarragonina i la Conca de Barberà.
Amb quinze anys el successor va ser el fill del comte assassinat, Ramon Berenguer III, mentre que l'oncle va acabar marxant a Terra Santa. S'inicià una nova època d'expansió del comtat de Barcelona que va absorbir molts altres comtats per l'extinció o matrimoni de llurs dinasties amb la barcelonina: els dominis del comtat de Besalú el 1111, l'enorme comtat de Provença el 1112 i els dominis del comtat de Cerdanya el 1117. El 1105 havia liderat la conquesta de la ciutat de Balaguer, que va permetre repoblar les Garrigues i el Pla d'Urgell. La culminació del seu govern va ser la desitjada restauració de la seu metropolitana de Tarragona el 1129, constituint un arquebisbat propi per les diòcesis catalanes, un projecte que la seva dinastia havia intentat fer realitat el darrer segle i mig.

### Dinastia de reis i comtes (1137 - 1410)
L'època daurada d'aquest llinatge començà amb el comte Ramon Berenguer IV. El 1137 va obtenir el govern del Regne d'Aragó com a príncep, gràcies al pacte a què va arribar amb el darrer rei Ramir II d'Aragó el Monjo. El pacte es va formalitzar a Barbastre quan es segellaren documentalment les esposalles de Ramon Berenguer IV amb una joveníssima Peronella, filla i hereva única del rei. L'enllaç matrimonial del comte de Barcelona i la reina d'Aragó donà lloc a una unió dinàstica que significà que els seus descendents ostentessin conjuntament tant la dignitat (títol) de comte de Barcelona com la de rei d'Aragó, per bé que aquesta darrera, en ser jeràrquicament superior, tingué preeminència i acabà esdevenint el cognom del llinatge, a partir d'aleshores casal d'Aragó. No obstant això, és indistint per a la historiografia usar la denominació de "casa de Barcelona" o "casa d'Aragó".
Ramon Berenguer IV va utilitzar la seva nova força per finalitzar la conquesta de la Catalunya Nova conquerint les importants ciutats de Tortosa el 1148 i Lleida el 1149, i la presa del castell de Siurana el 1153.
| Principat de Catalunya                                                 | Regne d'Aragó                                        | Regne de València                                    | Regne de Mallorca                                    | Regne de Sardenya                                    | Regne de Sicília               |
| ---------------------------------------------------------------------- | ---------------------------------------------------- | ---------------------------------------------------- | ---------------------------------------------------- | ---------------------------------------------------- | ------------------------------ |
| Ramon Berenguer IV el Sant (1137-1162)                                 |                                                      |                                                      |                                                      |                                                      |                                |
| Alfons I el Trobador (1162-1196)                                       |                                                      |                                                      |                                                      |                                                      |                                |
| Pere I el Catòlic (1196-1213)                                          |                                                      |                                                      |                                                      |                                                      |                                |
| Jaume I el Conqueridor (1213-1276)                                     |                                                      |                                                      |                                                      |                                                      |                                |
| Pere II el Gran (1276-1285)                                            | Pere II el Gran (1276-1285)                          | Pere II el Gran (1276-1285)                          | Jaume II de Mallorca (1276-1285)                     |                                                      |                                |
| Alfons II el Franc (o el Liberal) (1285-1291)                          | Alfons II el Franc (o el Liberal) (1285-1291)        | Alfons II el Franc (o el Liberal) (1285-1291)        | Alfons II el Franc (o el Liberal) (1285-1291)        | Alfons II el Franc (o el Liberal) (1285-1291)        | Jaume el Just (1243-1311)      |
| Jaume II el Just (1285-1327)                                           | Jaume II el Just (1285-1327)                         | Jaume II el Just (1285-1327)                         | (1285-1295)                                          |                                                      |                                |
| Jaume II el Just (1285-1327)                                           | Jaume II el Just (1285-1327)                         | Jaume II el Just (1285-1327)                         | Jaume II de Mallorca (1295-1311)                     | Frederic II de Sicília (1296-1336)                   |                                |
| Jaume II el Just (1285-1327)                                           | Jaume II el Just (1285-1327)                         | Jaume II el Just (1285-1327)                         | Sanç I de Mallorca (1311-1324)                       | Frederic II de Sicília (1296-1336)                   |                                |
| Alfons III el Benigne (1327-1336)                                      | Alfons III el Benigne (1327-1336)                    | Alfons III el Benigne (1327-1336)                    | Jaume III de Mallorca (1324-1349)                    | Frederic II de Sicília (1296-1336)                   |                                |
| Pere III el Cerimoniós o el del Punyalet (1336-1387)                   | Pere III el Cerimoniós o el del Punyalet (1336-1387) | Pere III el Cerimoniós o el del Punyalet (1336-1387) | Pere III el Cerimoniós o el del Punyalet (1336-1387) | Pere III el Cerimoniós o el del Punyalet (1336-1387) | Pere II de Sicília (1337-1342) |
| Pere III el Cerimoniós o el del Punyalet (1336-1387)                   | Pere III el Cerimoniós o el del Punyalet (1336-1387) | Pere III el Cerimoniós o el del Punyalet (1336-1387) | Pere III el Cerimoniós o el del Punyalet (1336-1387) | Pere III el Cerimoniós o el del Punyalet (1336-1387) | Lluís I de Sicília (1355-1377) |
| Pere III el Cerimoniós o el del Punyalet (1336-1387)                   | Pere III el Cerimoniós o el del Punyalet (1336-1387) | Pere III el Cerimoniós o el del Punyalet (1336-1387) | Pere III el Cerimoniós o el del Punyalet (1336-1387) | Pere III el Cerimoniós o el del Punyalet (1336-1387) | Maria de Sicília (1377-1401)   |
| Joan I el Caçador (o el Descurat o l'Amador de la Gentilesa) (1387-96) |                                                      |                                                      |                                                      |                                                      |                                |
| Martí el Jove (1395-1409)                                              |                                                      |                                                      |                                                      |                                                      |                                |
| Martí I l'Humà (o l'Eclesiàstic) (1396-1410)                           |                                                      |                                                      |                                                      |                                                      |                                |

El llinatge dels comtes de Barcelona es transmeté de pare a fill fins al 1410, any en què va morir Martí l'Humà sense descendència i sense nomenar hereu. Amb ell s'acabà el llinatge de la casa de Barcelona o casal d'Aragó. La crisi successòria es va allargar durant dos anys, amb una guerra entre els candidats a succeir-lo. Els esdeveniments van conduir els estats de la Corona d'Aragó a comprometre's amb el resultat que sorgís de la reunió del Compromís de Casp, que el 1412 va escollir com a nou sobirà a Ferran el d'Antequera, net de Pere el Cerimoniós per línia femenina. A partir d'aquell moment totes les dignitats varen passar a la dinastia Trastàmara.

## Heràldica dels comtes de Barcelona i reis d'Aragó

Escut d'armes de Ramon Berenguer IV a Alfons I
Escut d'armes d'Alfons I a Pere I
Escut d'armes de Pere I a Pere III
Escut d'armes de Pere III a Martí I

## Altres branques menors

### Comtat de Cerdanya

Armes heràldiques del comtes del Comtat de Cerdanya de la segona dinastia menor del casal de Barcelona i dels de la branca principal: casal d'Aragó.

Armes heràldiques del comte del Comtat de Cerdanya, Nuno Sanç I

(Branca principal del casal de Barcelona)
- 870-897: Guifré el Pelós, comte de Barcelona i comte de Cerdanya

(primera dinastia menor del casal de Barcelona)
- 897-927: Miró II de Cerdanya, fill de l'anterior
- 927-968: Sunifred II de Cerdanya, fill de l'anterior
- 968-984: Miró III de Cerdanya, germà de l'anterior
- 968-988: Oliba Cabreta, germà de l'anterior
- 988-1035: Guifré II de Cerdanya, fill de l'anterior
- 1035-1068: Ramon I de Cerdanya, fill de l'anterior
- 1068-1095: Guillem I de Cerdanya, fill de l'anterior
- 1095-1109: Guillem II de Cerdanya, fill de l'anterior
- 1109-1118: Bernat I de Cerdanya, germà de l'anterior

El comtat passa a Ramon Berenguer III (cosí germà de Bernat I) i s'incorpora de nou a la branca principal del casal de Barcelona.
(retorn a la branca principal de la dinastia del casal de Barcelona)
- 1118-1131: Ramon Berenguer III, el Gran comte de Barcelona i comte de Cerdanya
- 1131-1154: Ramon Berenguer IV, el Sant comte de Barcelona i comte de Cerdanya

(segona dinastia menor del casal de Barcelona, ara anomenat casal d'Aragó)
- 1162-1168: Pere I de Cerdanya, fill de Ramon Berenguer IV.
- 1168-1223: Sanç I
- 1223-1241: Nunó I, fill de l'anterior

El comtat passa a Jaume I el Conqueridor, (nebot segon de Nunó I), i s'incorpora de nou a la branca principal del casal de Barcelona, el casal d'Aragó.

### Comtat d'Urgell

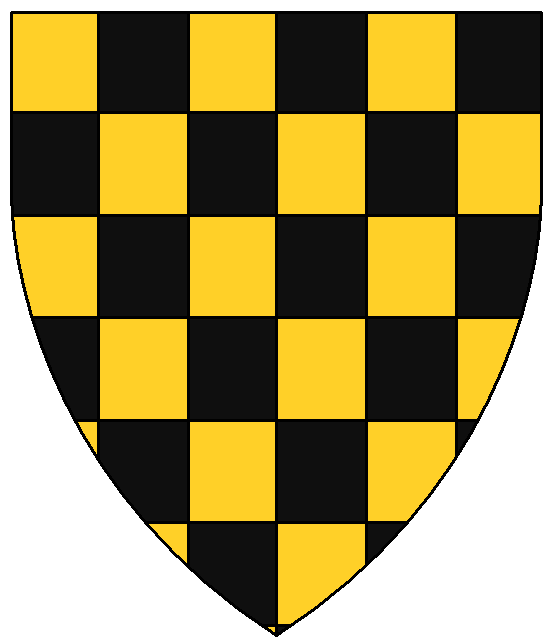
Armes heràldiques dels comtes del comtat d'Urgell sota la primera dinastia del casal de Barcelona

Armes de la segona dinastia del casal de Barcelona, branca menor del casal d'Aragó

primera dinastia del casal de Barcelona
- Borrell II (948-992), comte de Barcelona i comte d'Urgell
- Ermengol I d'Urgell (992-1010), fill de Borrell II de Barcelona
- Ermengol II (1010-1038)
- Ermengol III (1038-1065)
- Ermengol IV (1065-1092)
- Ermengol V (1092-1102)
- Ermengol VI (1102-1154)
- Ermengol VII (1154-1184)
- Ermengol VIII (1184-1209)
- Aurembiaix (1209-1231)

Al morir sense descendents, Jaume I reconegué la possessió del comtat d'Urgell a Ponç IV de Cabrera. Un segle més tard, Ermengol X d'Urgell nomenà hereva universal la seva neboda Teresa d'Entença, casada amb l'infant Alfons el Benigne, fill de Jaume II el Just. Posteriorment, el primogènit, Jaume, renuncià a la Corona, els drets de la qual passaren al seu germà Alfons el Benigne, esdevingut rei a la mort del seu pare Jaume II (1327). El rei Alfons el Benigne (1327-1336) separà el comtat d'Urgell de l'herència del seu primogènit, l'infant Pere el Cerimoniós i el concedí al seu fill segon Jaume I d'Urgell.
dinastia menor del casal de Barcelona, anomenat casal d'Aragó
- Jaume I d'Urgell (1336-1347)
- Pere II d'Urgell (1347-1408)
- Jaume d'Urgell "el Dissortat" (1408-1413)

A la mort sense descendència del rei Martí l'Humà (1410), el comte Jaume d'Urgell, besnet d'Alfons el Benigne, fou un dels aspirants a la Corona. Ara bé, el 1412 al Compromís de Casp, es proclamà rei d'Aragó-Catalunya-València el príncep castellà Ferran de Castella i d'Aragó, dit el d'Antequera (que passà a anomenar-se Ferran I d'Aragó, 1412-1416), qui, per línia materna, era net de Pere el Cerimoniós i nebot de Martí l'Humà. El 1413, Jaume d'Urgell es rebel·là contra Ferran d'Antequera; dominada la revolta del comte d'Urgell, el rei desposseí Jaume de tots els seus dominis, i el condemnà a presó perpètua. Aleshores, el comtat d'Urgell s'incorporà als dominis de la Corona.

### Comtat de Provença
A partir de 1113, en què Ramon Berenguer III rep tots els drets sobre aquest comtat de mans de la seva esposa Dolça, Comtessa de Provença, que l'havia heretat un any abans de la seva mare. Però no serà fins a la seva mort, el 1127, que n'assumirà la titularitat.
A la mort del comte, serà el seu fill Berenguer Ramon I de Provença, germà bessó de Ramon Berenguer IV de Barcelona, qui l'heretarà.
- 1127-1131: Ramon Berenguer III
- 1131-1144: Berenguer Ramon I de Provença
- 1144-1166: Ramon Berenguer III de Provença
- 1166-1167: Dolça II de Provença
- 1167-1173: Alfons II d'Aragó
- 1173-1181: Ramon Berenguer IV de Provença
- 1181-1184: Sanç I de Provença
- 1184-1209: Alfons II de Provença
- 1209-1245: Ramon Berenguer V de Provença
- 1245-1267: Beatriu I de Provença

### Regne de Mallorques

Armes heràldiques dels reis de Mallorques tant del casal d'Aragó, com de la seva branca menor.

(Branca principal del casal de Barcelona amb el nom de casal d'Aragó)
- 1229-1276: Jaume I el Conqueridor, conquerí mallorca als musulmans.

El regne passa a ser privatiu, quedant fora dels dominis de la Corona d'Aragó.
(Branca menor del casal d'Aragó)
- 1276-1285: Jaume II de Mallorca, fill de l'anterior (primer cop).

Alfons II va reconquerir el regne per ordre del seu pare, Pere el Gran, que morí abans que finalitzàs.
(Branca principal del casal de Barcelona amb el nom de casal d'Aragó)
- 1285-1291: Alfons II el Franc, nebot de l'anterior.
- 1291-1295: Jaume II el Just, germà de l'anterior.

Jaume el Just va renunciar al regne per la pau d'Anagni.
(Branca menor del casal d'Aragó)
- 1295-1311: Jaume II de Mallorca (segon cop)
- 1311-1324: Sanç I de Mallorca, fill segon de l'anterior.
- 1324-1343: Jaume III de Mallorca, nebot de l'anterior.

Jaume III de Mallorca perdé el regne pel procés contra ell iniciat per Pere el Cerimoniós, intentà recuperar el reialme fins a la seva mort el 1349 a la batalla de Llucmajor.
(Branca principal del casal de Barcelona amb el nom de casal d'Aragó)
- 1343-1387: Pere III el Cerimoniós, cunyat de Jaume III, reconquerí el Regne.

(Pretendents de la branca menor del casal d'Aragó)
- 1349-1375: Jaume IV de Mallorca, fill de l'anterior.
- 1375-1403: Elisabet de Mallorca, germana de l'anterior.